# Samlevnadsformer
Samlevnadsformer är olika typer av konstellationer för människors boende. Vanliga samlevnadsformer är som gift eller sambo, men under historien har varianterna växlat och fler tillkommit

## Olika samlevnadsformer
- Blandfamilj – består av en biologisk förälder och en "styv-förälder" samt barn (även gemensamma barn).
- Enförälderfamilj – består av en vuxen med barn.
- Ensamstående – är en person som lever ensam.
- Kollektiv – består av familjer, par, eller ensamstående som bor tillsammans och delar på hushållsarbete eller andra sysslor.
- Kärnfamilj – består av man, kvinna och gemensamma barn.
- Samboende – består av två personer som bor tillsammans i ett mera långvarigt förhållande.
- Särbo – (halvbo, delsbo) innebär att man har ett förhållande med gemensamt boende endast under till exempel veckoslut och semestrar. En variant av detta är distansförhållande.